# Present (шифр)
Present — блочный шифр с размером блока 64 бита, длиной ключа 80 или 128 бит и количеством раундов 32.
Основное назначение данного шифра — использование в узкоспециализированных приборах, наподобие RFID-меток или сетей сенсоров.
Является одним из самых компактных криптоалгоритмов: существует оценка, что для аппаратной реализации PRESENT требуется приблизительно в 2,5 раза меньше логических элементов чем для AES или CLEFIA.
Данный шифр был представлен на конференции CHES 2007. Авторы: Богданов, Кнудсен, Леандр, Паар, Пошманн, Робшо, Соа, Викельсоа. Авторы работают в Orange Labs, Рурском университете в Бохуме и Датском техническом университете.

## Схема шифрования

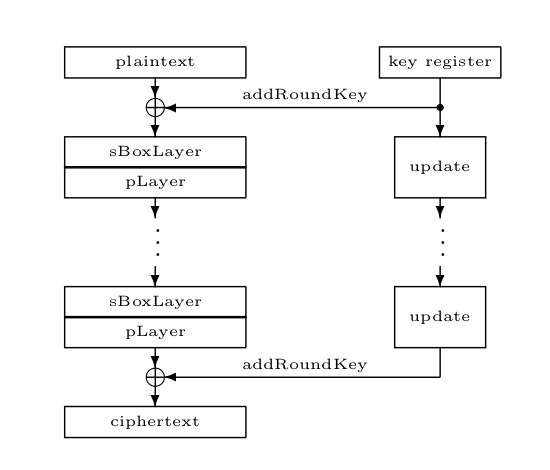
Схема шифрования

Основным критерием при разработке шифра была простота реализации при обеспечении средних показателей защищенности. Также важным моментом была возможность эффективной аппаратной реализации.
Представляет собой SP-сеть с 31 раундом шифрования. Каждый раунд состоит из операции XOR с раундовым ключом {\displaystyle K_{i}}, состоящим из 64 бит, определяемых функцией обновления ключа.
Далее производится рассеивающее преобразование — блок пропускается через 16 одинаковых 4-битных S-блоков. Затем блок подвергается перемешивающему преобразованию (перестановке бит).

### S-layer
В шифре используются 16 одинаковых 4-битных S-блоков:
| x    | 0 | 1 | 2 | 3 | 4 | 5 | 6 | 7 | 8 | 9 | A | B | C | D | E | F |
| S[x] | C | 5 | 6 | B | 9 | 0 | A | D | 3 | E | F | 8 | 4 | 7 | 1 | 2 |

S-box составлена таким образом, чтобы увеличить сопротивляемость линейному и дифференциальному криптоанализу. В частности:
1. {\displaystyle P(\forall x\in [0,F]:S(x)+S(x+\Delta _{i})=\Delta _{o})<=4}, где {\displaystyle \Delta _{i},\Delta _{o}} — любые возможные входные и выходные дифференциалы не равные 0.

1. {\displaystyle P(\forall x\in [0,F]:S(x)+S(x+\Delta _{i})=\Delta _{o})=0}, где {\displaystyle wt(\Delta _{i})=wt(\Delta _{o})=1}.

### P-layer
Блок, перемешивающий биты, задан следующей матрицей:
| i    | 0 | 1  | 2  | 3  | 4 | 5  | 6  | 7  | 8 | 9  | 10 | 11 | 12 | 13 | 14 | 15 |
| P(i) | 0 | 16 | 32 | 48 | 1 | 17 | 33 | 49 | 2 | 18 | 34 | 50 | 3  | 19 | 35 | 51 |

| i    | 16 | 17 | 18 | 19 | 20 | 21 | 22 | 23 | 24 | 25 | 26 | 27 | 28 | 29 | 30 | 31 |
| P(i) | 4  | 20 | 36 | 52 | 5  | 21 | 37 | 53 | 6  | 22 | 38 | 54 | 7  | 23 | 39 | 55 |

| i    | 32 | 33 | 34 | 35 | 36 | 37 | 38 | 39 | 40 | 41 | 42 | 43 | 44 | 45 | 46 | 47 |
| P(i) | 8  | 24 | 40 | 56 | 9  | 25 | 41 | 57 | 10 | 26 | 42 | 58 | 11 | 27 | 43 | 59 |

| i    | 48 | 49 | 50 | 51 | 52 | 53 | 54 | 55 | 56 | 57 | 58 | 59 | 60 | 61 | 62 | 63 |
| P(i) | 12 | 28 | 44 | 60 | 13 | 29 | 45 | 61 | 14 | 30 | 46 | 62 | 15 | 31 | 47 | 63 |

### Key schedule
В качестве раундового ключа {\displaystyle K_{i}} используются 64 левых бит из регистра {\displaystyle K}, содержащего весь ключ. После получения раундового ключа регистр {\displaystyle K} обновляется по следующему алгоритму:
1. {\displaystyle [k_{79}k_{78}...k_{1}k_{0}]=[k_{18}k_{17}...k_{20}k_{19}]}
2. {\displaystyle [k_{79}k_{78}k_{77}k_{76}]=S[k_{79}k_{78}k_{77}k_{76}]}
3. {\displaystyle [k_{19}k_{18}k_{17}k_{16}k_{15}]=[k_{19}k_{18}k_{17}k_{16}k_{15}]\oplus }round_counter

## Криптоустойчивость

### Дифференциальный криптоанализ
Данный шифр обладает свойством, что любая 5-раундовая дифференциальная характеристика затрагивает по меньшей мере 10 S-box`ов. Таким образом, например, для 25 раундов шифра будут задействованы как минимум 50 S-box, и вероятность характеристики не превышает {\displaystyle 2^{-100}}. Атака на версии шифра с 16 раундами шифрования требует {\displaystyle 2^{64}} шифротекстов, {\displaystyle 2^{64}} доступов к памяти, {\displaystyle 2^{32}} 6-битных счетчиков и {\displaystyle 2^{24}} ячеек памяти для хеш-таблицы. Вероятность нахождения ключа {\displaystyle P\approx 0.999}

### Линейный криптоанализ
Максимальный наклон аппроксимированной прямой для 4 раундов не превышает {\displaystyle {\frac {1}{2^{7}}}}. Таким образом, для 28 раундов максимальный наклон будет {\displaystyle 2^{6}*{({\frac {1}{2^{7}}})^{7}}=2^{-43}}. Поэтому, если учесть, что для взлома 31 раунда необходима аппроксимация для 28, то понадобится {\displaystyle 2^{84}} известных пар текст-шифротекст, что превышает размер возможного теста для шифрования.

### Другие методы
- Алгебраическая атака с использованием дифференциальных характеристик. Основная идея — представить шифр системой уравнений низкого порядка. Далее, для нескольких пар текст-шифротекст соответствующие им системы уравнений объединяются. Если в качестве этих пар выбрать пары, соответствующие некоторой характеристике {\displaystyle \delta } с вероятностью p, то система будет верна с этой вероятностью p и решения может быть найдено при использовании {\displaystyle {\frac {1}{p}}} пар. Ожидается, что решение такой системы проще, чем изначальной, соответствующей одной паре текст-шифротекст. Для Present-80 с 16 раундами данная атака позволяет узнать 4 бита ключа за {\displaystyle \approx 6*2^{12}} секунд.
- Метод статистического насыщения. В данной атаке используются недостатки блока перемешивания бит. Для взлома Present-80 с 24 раундами требуется пар текст-шифротекст {\displaystyle \approx 2^{60}} вычислений {\displaystyle \approx 2^{20}}.

## Сравнение с другими шифрами
В таблице ниже приведена сравнительная характеристика шифра Present-80 по отношению к другим блочным и потоковым шифрам:
| Название   | Размер ключа | Размер блока | Пропускная способность(Kpbs) | Площадь (в GE) |
| ---------- | ------------ | ------------ | ---------------------------- | -------------- |
| Present-80 | 80           | 64           | 11.7                         | 1075           |
| AES-128    | 128          | 128          | 12.4                         | 3400           |
| Camelia    | 128          | 128          | 640                          | 11350          |
| DES        | 56           | 64           | 44.4                         | 2309           |
| DESXL      | 184          | 64           | 44.4                         | 2168           |
| Trivium    | 80           | 1            | 100                          | 2599           |
| Grain      | 80           | 1            | 100                          | 1294           |

## Применение
В 2012 году организации ISO и IEC включили алгоритмы PRESENT и CLEFIA в международный стандарт облегченного шифрования ISO/IEC 29192-2:2012.
На базе PRESENT была создана компактная хеш-функция H-PRESENT-128.